# La Bessoniá e Mont-redond
La Bessoniá (en francès Montredon-Labessonnié) és un municipi francès situat al departament del Tarn i a la regió d'Occitània.

## Demografia
| 1962                                       | 1968  | 1975  | 1982  | 1990  | 1999  | 2007  |
| ------------------------------------------ | ----- | ----- | ----- | ----- | ----- | ----- |
| 2.227                                      | 2.327 | 2.058 | 2.167 | 2.111 | 2.030 | 2.058 |
| Des de 1962: població sense dobles comptes |       |       |       |       |       |       |

## Administració
| Període | Identitat          | Partit |
| ------- | ------------------ | ------ |
| 2001-   | Jean-Paul Chamayou |        |